# Casque illyrien

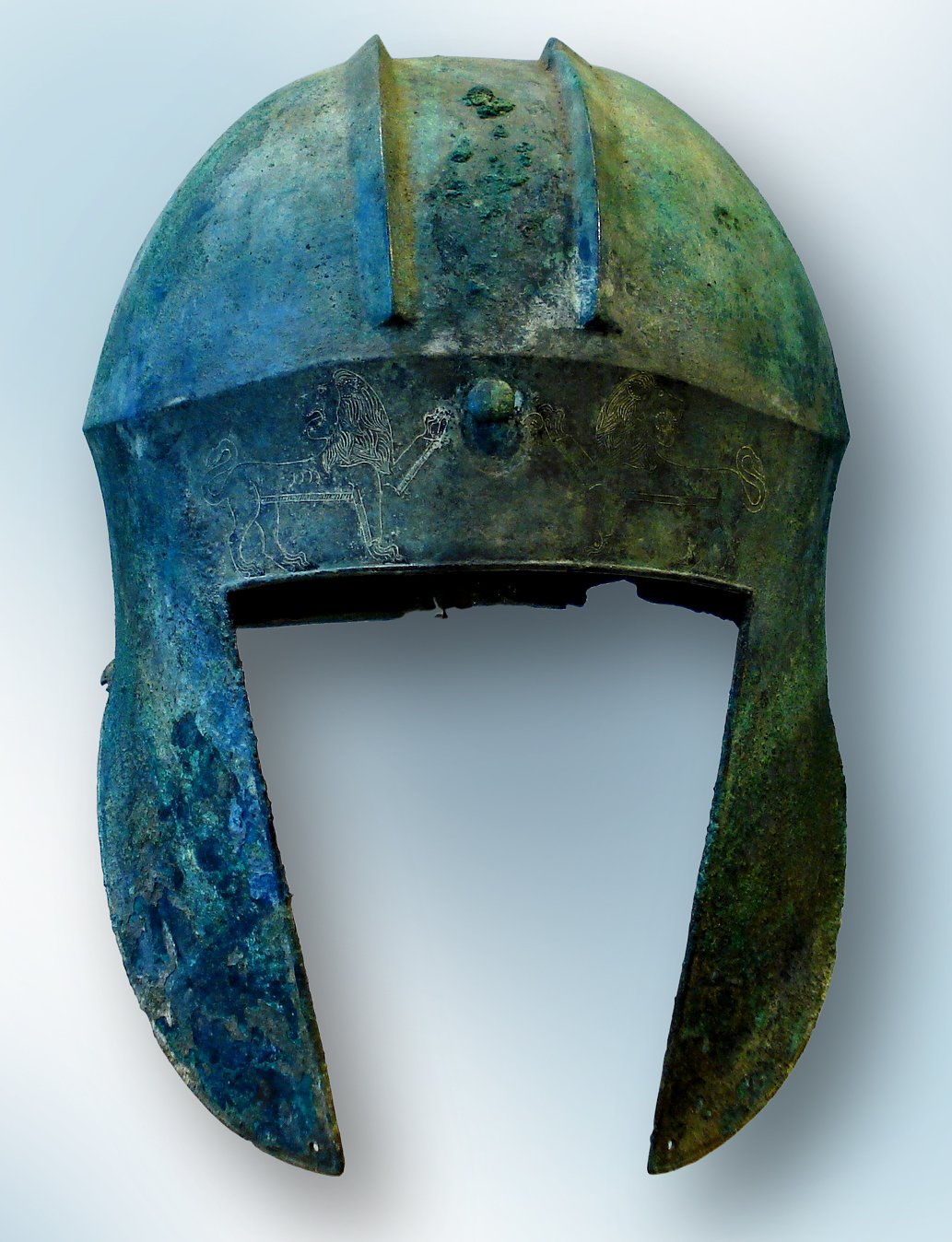
Casque grec en bronze de type illyrien d'Argolide.

Le casque illyrien, ou casque de type gréco-illyrien, est un style de casque en bronze qui, dans ses variantes ultérieures, couvre toute la tête et le cou, et est ouvert sous toutes ses formes. Il est originaire du Péloponnèse, Grèce antique, et est développé au cours des VIIIe et VIIe siècles av. J.-C. (700–640 avant J.-C.),,,. Des représentations précises sur des vases corinthiens suffisent à indiquer que le casque de type illyrien est développé avant 600. Le casque est nommé aujourd'hui de type illyrien pour des raisons de commodité en raison de nombreuses découvertes archéologiques initiales provenant de la région d'Illyrie,.

## Archéologie
Selon des preuves archéologiques, le casque de type illyrien évolue à partir du casque Kegel (ou type Kegel) de la période archaïque trouvé à Argos. Les premiers casques de type illyrien sont développés dans un atelier situé dans le nord-ouest du Péloponnèse (peut-être Olympie), bien que les premiers casques illyriens de type II soient créés dans des ateliers corinthiens. Les premiers casques de type III sont créés dans des ateliers situés quelque part sur la côte illyrienne de l'Adriatique. Le casque de type illyrien n'obstrue pas les sens critiques de la vision du porteur, bien que les deux premières variétés gênaient l'ouïe. Il y a quatre types de ces casques et tous sont ouverts :
- le type I (vers 700–640 avant J.-C.) laisse le cou sans protection et gêne l'audition ;
- le type II (vers 600 avant J.-C.) offre une protection du cou et gêne à nouveau l'audition ;
- le type III (vers 550 avant J.-C.) offre une protection du cou et permet une meilleure audition ;
- le type IV (vers 500 avant J.-C.) est similaire au type III mais l'ouïe n'est pas du tout altérée.

Le casque de type illyrien est utilisé par les anciens Grecs, Étrusques, Scythes, et devient populaire auprès des Illyriens qui l'adoptent plus tard,. Une variante du casque se propage en Italie en raison de son apparition sur des reliefs en ivoire et sur un bol en argent de la tombe Bernardini à Palestrina. Le casque devient obsolète dans la plupart des régions de la Grèce au début du Ve siècle av. J.-C. Son utilisation en Illyrie a pris fin au IVe siècle av. J.-C..

## Galerie

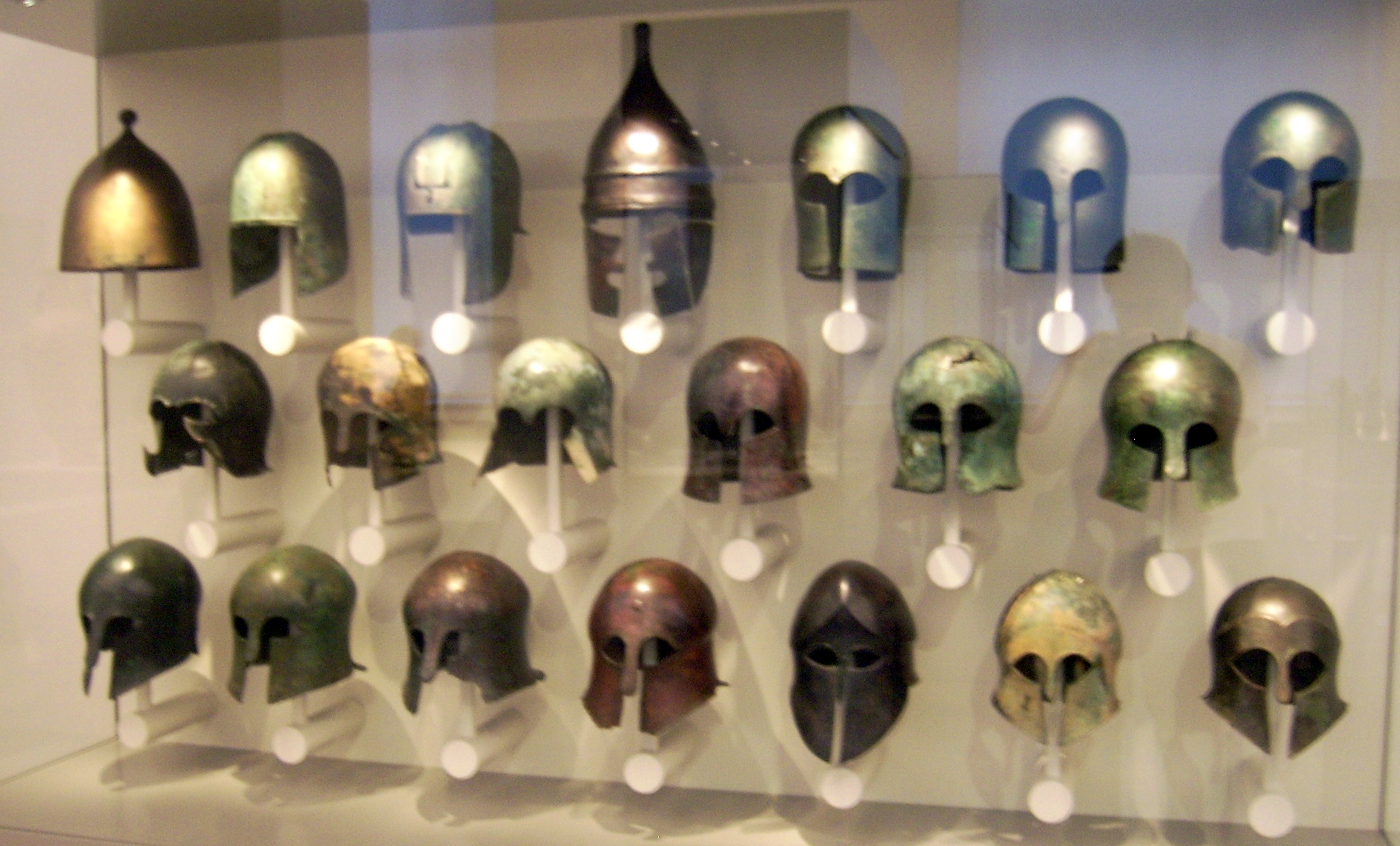
Types de casques grecs anciens ; ligne du haut, troisième à partir de la gauche : casque de type illyrien. Antikensammlung au Altes Museum, Berlin.
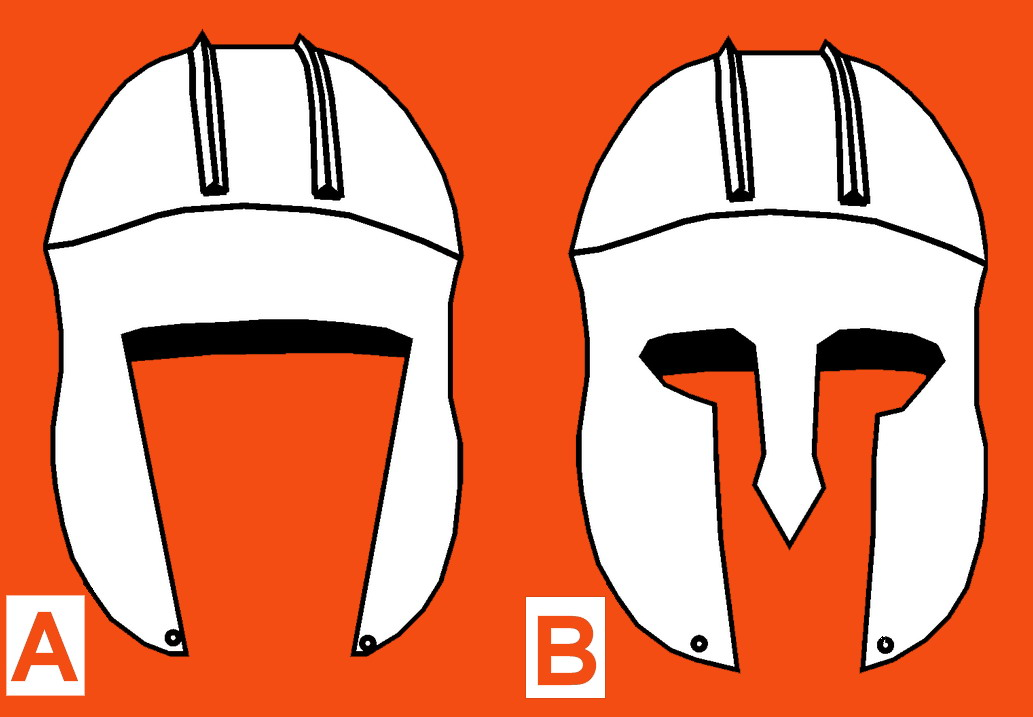
Casque de type illyrien (à gauche) juxtaposé à un casque de type corinthien (à droite).
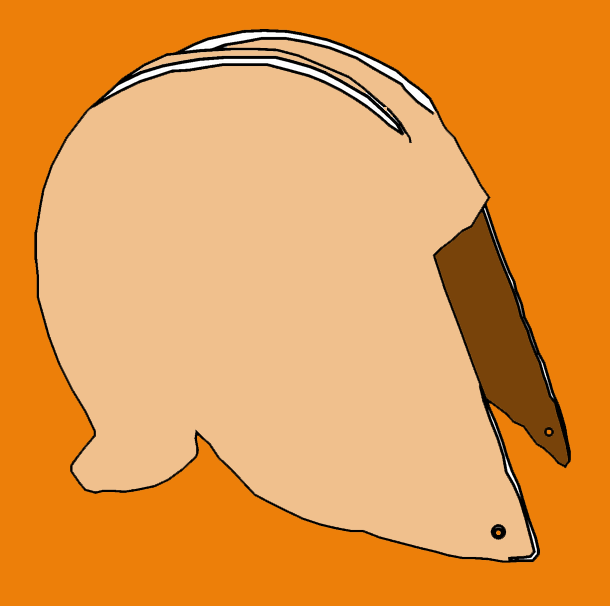
Casque de type illyrien de Budva, Monténégro (vers le IVe siècle av. J.-C.).
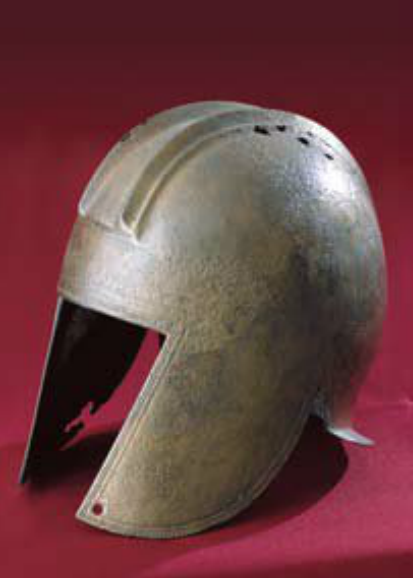
Casque illyrien-grec de Budva, Monténégro (IVe siècle avant J.-C.).
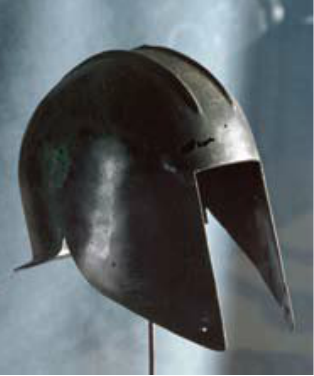
Casque illyrien-grec de Kličevo, Monténégro (âge du bronze supérieur).
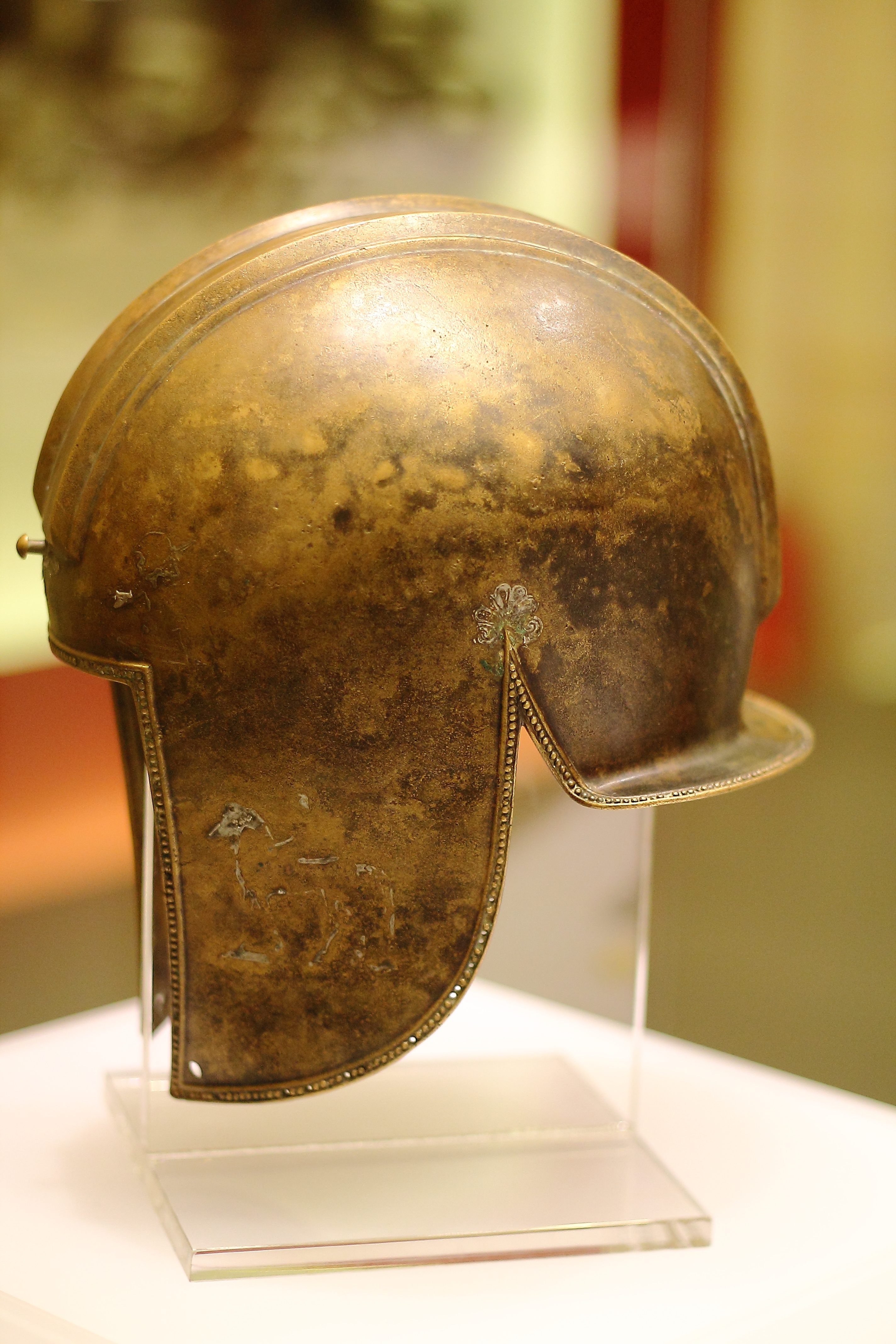
Casque gréco-illyrien de Timis, Roumanie avec cavalier et six décorations de pétales de rose (VIe – IVe siècles avant J.-C.).

### Sources
- (en) Paul M. Bardunias et Fred Eugene Ray, Hoplites at War: A Comprehensive Analysis of Heavy Infantry Combat in the Greek World, 750–100 BCE, Jefferson, NC, McFarland & Company, Inc., 2016 (ISBN 1-47666-602-4, lire en ligne)
- (en) Peter Connolly, Greece and Rome at War, London, Greenhill Books, 1998 (ISBN 1-85367-303-X, lire en ligne)
- (en) E. V. Cernenko, Angus McBride et M. V. Gorelik, Scythians 700–300 B.C, London, Osprey Publishing, 1983 (ISBN 0-85045-478-6, lire en ligne)
- (en) Mark Pearce, Maurizio Tosi, Alberto Moravetti, Sarah Milliken et Massimo Vidale, Papers from the EAA Third Annual Meeting at Ravenna 1997: Pre- and Protohistory, Oxford, Archaeopress, 1998 (ISBN 0-86054-894-5, lire en ligne)
- (en) Emeline Hill Richardson, Etruscan Votive Bronzes: Geometric, Orientalizing, Archaic, Volume 1, Mainz am Rhein, Verlag Philipp von Zabern, 1983 (ISBN 3-8053-0546-X, lire en ligne)
- (en) Nick Sekunda, The Spartan Army, Oxford, Osprey Publishing, 1998 (ISBN 1-85532-659-0, lire en ligne)
- (en) Anthony M. Snodgrass, Arms and Armor of the Greeks, Baltimore, MD, Johns Hopkins University Press, 1999 (1re éd. 1967) (ISBN 0-8018-6073-3, lire en ligne)
- (en) Anthony M. Snodgrass, Early Greek Armour and Weapons: From the End of the Bronze Age to 600 B.C, Edinburgh, University of Edinburgh, 1964 (lire en ligne)
- (en) Michail Yu Treister, The Role of Metals in Ancient Greek History, Leiden, E. J. Brill, 1996 (ISBN 90-04-10473-9, lire en ligne)
- (en) John J. Wilkes, The Illyrians, Oxford, Blackwell Publishing Limited, 1995 (ISBN 0-631-19807-5, lire en ligne)